# (614433) 2009 KK
(614433) 2009 KK ist ein am 17. Mai 2009 entdeckter erdnaher Asteroid mit einem Durchmesser von rund 270 m. Am 22. Mai 2009 wurde dem Asteroiden die Gefahrenstufe 1 auf der Turiner Skala zugeordnet; die Berechnungen zeigten eine Einschlagswahrscheinlichkeit von 0,012 % für den 29. Mai 2022. Durch weitere Beobachtungen konnte der Wert des Asteroiden auf der Turiner Skala am 10. Juni auf 0 gesenkt werden.